# Ivan Alerić (liječnik i književnik)
Ivan Alerić (Drinovci, Hercegovina, 1963.), hrvatski pjesnik i liječnik

## Životopis
Rođen je 25. rujna 1963. godine u Drinovcima. Godine 1981. dobio je Šimićevu nagradu za poeziju. Studij medicine završio je u Zagrebu, potom doktorirao, završio specijalizaciju iz interne medicine i profesor je na Medicinskom fakultetu i Fakultetu za dentalnu medicinu. Živi u Zagrebu, gdje radi u KBC-u Zagreb. Ciklusi pjesama objavljivani su mu u Kolu, Republici, Mostu - The Bridge i prevođene su na engleski jezik. Godine 2021. pozvan je u Rijeku otvoriti „Jeseni na Brajdi”. Svojom poezijom i promocijom svoje tri zbirke otvorio je 49. Šimićeve susrete u Drinovcima, na kojima je o njegovoj poeziji govorio Branko Bošnjak.

## Djela
- Maskenbal pod tuđom maskom, 2009.
- Dani od pijeska, 2011.
- Krevet od kamena, 2012
- Dan maka, 2014.
- Jesam iako, 2017.
- Nebo boje Badnjaka, 2019.[1]
- Recept je u mojoj glavi, 2022.